# Alejandra Terán
Alejandra Terán Eligio (San Pedro Garza García, Nuevo León, México - 1991) es una deportista mexicana, especializada en esgrima, dominando la espada. Forma parte de la delegación mexicana en los Juegos Olímpicos de Río de Janeiro 2016.
Es licenciada en Ciencias del Ejercicio por la Universidad Autónoma de Nuevo León.

## Carrera deportiva
En las Olimpiadas Nacionales de México ha obtenido ocho medallas de oro. Para la ronda clasificatoria de los Juegos Olímpicos de Londres 2012, Terán obtuvo medalla de plata, por lo que no pudo competir en dicha competencia. En el Campeonato Clasificatorio Panamericano de Esgrima de 2016 venció a Yamika Rodríguez de Cuba y obtuvo su pase a los juegos olímpicos de Río 2016. En dicha justa fue vencida en la primera ronda de eliminación por la japonesa Nozomi Sato 15 a 12.